# Karel Ringoet
Karel Ringoet is een Belgische neuropsychiater, gerechtelijk expert en auteur van boeken en in wetenschappelijke literatuur. Hij werd vooral bekend als psychiater van Kim De Gelder. 
Hij publiceerde meerdere wetenschappelijke artikels over hersentumoren, hersenziekten en neurologische aandoeningen. 
Hij is tevens docent aan de Filosofische Hogeschool Amsterdam.